# Елаурка
Елау́рка — река в России, протекает по Сенгилеевскому району Ульяновской области, приток Волги первого порядка.

## География и гидрология
Елау́рка — правобережный приток реки Волга. Истоки Елаурки (пересыхающие) в Сенгилеевских горах на высоте 264 м (в 12-м квартале Елаурского лесничества):51, её устье находится на высоте 53 м в 1541 километре от устья Волги. Река течёт с запада на восток, длина реки — 20 километров. Площадь водосборного бассейна — 168 км². Ширина реки 1,5—2,5 м:51, у устья — 2 м, глубина — 0,8 м, общее падение русла около 130 м. Долина реки асимметричная, склоны покрыты лесом (облесено не полностью, по берегам необходима дополнительная лесопосадка). Водосбор реки в основном распахан, река протекает в каньоне глубиной 2,5—3 м, русло реки извилистое.
Имеет три притока, главный (правый) — ручей Малейка протяжённостью 12 км, который берёт начало из родников посёлка Утяжкино (67-й квартал Елаурского лесничества), впадает в Елаурку восточнее села Елаур. Елаурку также питают 4 ручья без названия (левые притоки):51-52.

В некоторых источниках к притокам Елаурки отнесена река Сирма́ (протяжённость 11 км).

## Данные водного реестра
По данным государственного водного реестра России относится к Нижневолжскому бассейновому округу, водохозяйственный участок реки — Куйбышевского водохранилища от посёлка городского типа Камское Устье до Куйбышевского гидроузла, без реки Большой Черемшан. Речной бассейн реки — Волга от верхнего Куйбышевского водохранилища до впадения в Каспий.
Код объекта в государственном водном реестре — 11010000512112100005410.

## Фауна
Обитают ручьевая форель, голавль, язь, обыкновенный пескарь, обыкновенный гольян, усатый голец, обыкновенный подкаменщик. Отмечена колюшка девятииглая (1984). Ихтиофауна реки слабо изучена:103-106. 

В пруду (в 2 км западнее села Елаур) наблюдается высокая численность озёрных лягушек разного возраста:106. На околоводных участках: в запрудах ручьев, долине реки и на побережье Куйбышевского водохранилища отмечены скопления ужа обыкновенного:107. 

В 2013 году на отмелях залива в устье реки Елаурка отмечено скопление черноголового хохотуна (около 30—40 особей):113.

## Хозяйственное значение
Вода реки используется для водоснабжения сёл Елаур, Вырыстайкино.